# Verhörer
Ein Verhörer ist eine auditiv falsch verstandene Formulierung. Im engeren Sinne sind Verhörer auf Homophonien basierende Wortspiele, die sich auf falsch verstandene Formulierungen in Liedtexten oder Gedichten beziehen. Es kann sich dabei um Verballhornungen, Malapropismen oder Eggcorns handeln. Textteile, die von Muttersprachlern in ihrer eigenen Sprache falsch verstanden werden, werden auch als Mondegreen bezeichnet. Der Vorgang, bei dem Wörter einer fremden Sprache als gleich klingende Wörter einer anderen, meist der eigenen Sprache interpretiert werden, wird im Japanischen mit dem Wort Soramimi (japanisch 空耳) bezeichnet.

## „Mondegreens“ im Englischen
Die amerikanische Autorin Sylvia Wright prägte den englischen Ausdruck Mondegreen und verwendete ihn erstmals 1954 in einem Artikel in der Zeitschrift Harper’s Magazine. Sie hatte als Kind die alte schottische Ballade The Bonnie Earl o’ Moray gehört, in der ihrer Meinung nach die Zeile vorkam:
“They hae slain the Earl o’ Moray / And Lady Mondegreen.”
(„Sie haben den Earl of Moray erschlagen / Und Lady Mondegreen.“)
Später erfuhr sie, dass die Zeilen in Wahrheit lauteten:
“They hae slain the Earl o’ Moray / And laid him on the green.”
(„Sie haben den Earl of Moray erschlagen / Und legten ihn aufs Gras.“)
Historische Mondegreens der englischen Sprache, die sich durch Reanalyse lexikalisierten, sind beispielsweise an ewt → a newt, an ekename → a nickname, a naddre → an adder, a naranj → an orange oder sam-blind → sand blind. Im Spanischen führte ein ähnlicher Vorgang zur Namensform Diego für Jakob.
Der Name des australischen Verlags Lonely Planet ist ebenfalls auf einen Verhörer zurückzuführen. Der Autor Tony Wheeler hörte den Song Space Captain von Joe Cocker und Leon Russell in dem Film Mad Dogs & Englishmen und verstand in der Textpassage „once while travelling across the sky this lovely planet caught my eye“ statt lovely planet die Worte lonely planet.

## Deutsche Verhörer
Axel Hacke und Michael Sowa stellten 2004 mit ihrem Büchlein Der weiße Neger Wumbaba – Das kleine Handbuch des Verhörens (als Verhörer von „der weiße Nebel wunderbar“ aus dem Lied Der Mond ist aufgegangen) vor allem deutsche Verhörer-Beispiele vor. Nach einigen Kolumnen in der Süddeutschen Zeitung erhielt Hacke immer mehr Zuschriften mit Verhörern, die zu dem Buch führten. Er kam zu dem Schluss, dass „kaum ein Mensch je einen Liedtext richtig“ verstehe und diese wohl überhaupt nur dazu da seien, „den Menschen Material zu liefern, damit ihre Phantasie wirken kann“. Mittlerweile gibt es die Folgebände Der weiße Neger Wumbaba kehrt zurück (2007), Wumbabas Vermächtnis (2009) und Von Kanada bis Wumbaba (2010).
Im Jahr 2005 erschien das Buch Von Eisbärsalat bis Knöchelverzeichnis. Die besten Verhörer der deutschen Sprache des Wiener Autors Roman Kellner. Neben vor allem österreichischen Verhörern findet sich darin auch ein Kapitel über die psycholinguistischen Hintergründe für das Verhören. 2012 erschien das Buch Luftabong & Popapier, in dem die Kinderbuchautorin Charlotte Habersack Verhörer von Kindern gesammelt hat.
Seit 2007 laufen in vielen Radioprogrammen Programmecken, in denen unter verschiedenem Namen regelmäßig von Hörern „gemeldete“ Verhörer gesendet werden. Dabei handelt es sich um deutsche Textpassagen, die in hauptsächlich englischen Stücken gehört werden.
Beispiele hierfür sind „Agathe Bauer“ (statt „I’ve got the power“ aus dem Song The Power von SNAP!) und „Anneliese Braun“ (statt „All the leaves are brown“ aus California Dreamin’ von The Mamas and the Papas). Aus der italienischen Textzeile „Mi manca da spezzare“ im Lied Laura non c’è von Nek wurde „Niemand kann das bezahlen“.